# Чжао Шуай
Чжао Шуай (кит. упр. 赵•帅, пиньинь Zhao Shuai, род. 15 августа 1995, Чанчжоу, Цзянсу) — китайский тхэквондист, олимпийский чемпион 2016 года в категории до 58 кг, двукратный чемпион мира, призёр летних Азиатских игр и чемпионата Азии, многократный призёр этапов Гран-при.

## Биография
Выступать на крупных международных соревнованиях Чжао Шуай начал с 2011 года. Первую победу на юношеском уровне китайский тхэквондист одержал на турнире Trelleborg Open. В 2012 году Чжао стал бронзовым призёром юношеского чемпионата мира, уступив в полуфинале в весовой категории до 59 кг иорданцу Ахмаду Абугаушу. На взрослом чемпионате мира китайский спортсмен дебютировал в 2013 году в мексиканской Пуэбле. Чжао смог преодолеть два раунда соревнований в категории до 58 кг, но в 1/8 финала в упорной борьбе уступил иранцу Хади Мостеану 6:7. В 2014 году Чжао Шуай завоевал золотую медаль US Open. Был близок к попаданию в число призёров Азиатских игр, однако вновь на пути Чжао встал иранский спортсмен. На этот раз в четвертьфинале китайский тхэквондист уступил Фарзану Ашурзаде 10:11. Этому же сопернику Чжао уступил и в финале этапа Гран-при в Манчестере.
В мае 2015 года Чжао Шуай выиграл свою первую награду чемпионатов мира, став бронзовым призёром первенства в Челябинске. В том же году Чжао пробовал выступать в категории до 63 кг и стал в ней серебряным призёром Универсиады в Кванджу. В финале соревнований китайский спортсмен уступил бельгийцу Жауаду Ашабу 5:8. В апреле 2016 года на азиатских квалификационных соревнованиях Чжао одержал три последовательные победы и тем самым завоевал лицензию для участия в летних Олимпийских играх в Рио-де-Жанейро.
Перед началом Олимпийских игр китайский тхэквондист, согласно своему положению в мировом рейтинге, получил 8-й номер посева. В первом раунде соревнований в весовой категории до 58 кг Чжао со счётом 7:3 победил представителя Испании Хесуса Тортосу. Во втором раунде был побеждён марокканец Омар Хаджами, который сенсационно выбил из соревнований первого сеянного Фарзана Ашурзаде. Соперником по полуфиналу для Чжао стал чемпион Панамериканских игр 2015 года мексиканец Карлос Наварро. Поединок прошёл с преимуществом китайца и завершился его победой со счётом 9:4. В финале Чжао сражался с ещё одной сенсацией олимпийского турнира представителем Таиланда Тхевином Ханпрапом. Бой прошёл в упорной борьбе, по итогам которой победу со счётом 6:4 одержал Чжао Шуай, став первым в истории Китая олимпийским чемпионом по тхэквондо в мужских соревнованиях.
После Олимпийских игр Чжао Шуай перешёл в более тяжёлую весовую категорию. В 2017 году китайский тхэквондист выступил на чемпионате мира в категории до 63 кг. Одержав 6 последовательных побед подряд Чжао Шуай стал чемпионом мира. На летних Азиатских играх 2018 года китайский тхэквондист дошёл до финала, где его соперником стал иранец Мирхашем Хоссейни, которого Чжао победил в финале мирового первенства. В этот раз успех праздновал иранский тхэквондит, одержавший победу со счётом 17:11. На чемпионате мира 2019 года Чжао сумел защитить титул сильнейшего тхэквондиста в категории до 63 кг. Вновь в финале ему противостоял спортсмен из Ирана. На этот раз им стал Соруш Ахмади. Однако оказать достойного сопротивления ему не удалось и Чжао победил со счётом 27:7.
7 декабря 2019 года был опубликован квалификационный олимпийский рейтинг, согласно которому Чжао Шуай смог получить лицензию для участия в летних Олимпийских играх 2020 года в Токио в категории до 68 кг.